# Lasiacis nigra
Lasiacis nigra är en gräsart som beskrevs av Gerrit Davidse. Lasiacis nigra ingår i släktet Lasiacis och familjen gräs. Inga underarter finns listade i Catalogue of Life.